# Jangdžu
Jangdžu (korejsky 양주) je město v provincii Kjonggi v Jižní Koreji. Leží severně od jihokorejského hlavního města Soulu a od Uidžongbu a jižně od Tongdučchonu a Höčchonu. S všemi těmito městy je spojeno železniční tratí Soul – Sintchari, která vznikla při rozdělení Koreje z původní tratě vedoucí ze Soulu až do Wonsanu.

## Rodáci
- Kim Song-min (* 1987) – jihokorejský judista, mistr Asie